# Каллендер (Айова)
Каллендер (англ. Callender) — місто (англ. city) в США, в окрузі Вебстер штату Айова. Населення — 368 осіб (2020).

## Географія
Каллендер розташований за координатами 42°21′42″ пн. ш. 94°17′44″ зх. д. / 42.36167° пн. ш. 94.29556° зх. д. (42.361611, -94.295513).  За даними Бюро перепису населення США в 2010 році місто мало площу 1,36 км², уся площа — суходіл.

## Демографія
Згідно з переписом 2010 року, у місті мешкало 376 осіб у 162 домогосподарствах у складі 111 родини. Густота населення становила 277 осіб/км².  Було 178 помешкань (131/км²).
Расовий склад населення:
| - 98,7 % — білих - 0,3 % — корінних американців - 0,3 % — чорних або афроамериканців |

До двох чи більше рас належало 0,8 %. Частка іспаномовних становила 0,0 % від усіх жителів.
За віковим діапазоном населення розподілялося таким чином: 23,4 % — особи молодші 18 років, 59,3 % — особи у віці 18—64 років, 17,3 % — особи у віці 65 років та старші. Медіана віку мешканця становила 42,3 року. На 100 осіб жіночої статі у місті припадало 98,9 чоловіків;  на 100 жінок у віці від 18 років та старших — 94,6 чоловіків також старших 18 років.
Середній дохід на одне домашнє господарство  становив 50 273 долари США (медіана — 45 313), а середній дохід на одну сім'ю — 56 291 долар (медіана — 45 313). Медіана доходів становила 39 583 долари для чоловіків та 23 000 доларів для жінок. За межею бідності перебувало 17,6 % осіб, у тому числі 26,0 % дітей у віці до 18 років та 7,9 % осіб у віці 65 років та старших.
Цивільне працевлаштоване населення становило 184 особи. Основні галузі зайнятості: освіта, охорона здоров'я та соціальна допомога — 32,6 %, виробництво — 19,0 %, будівництво — 9,8 %, роздрібна торгівля — 6,5 %.